# Святой Квинтин

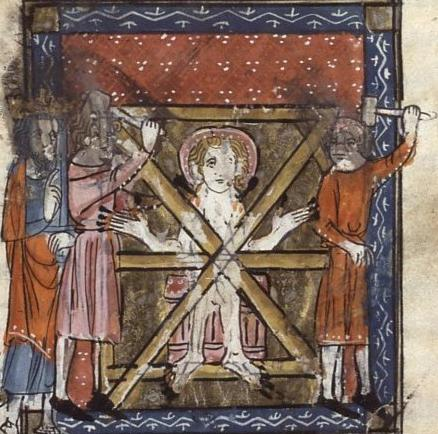
Мученичество святого Квинтина, согласно рукописи XIV века

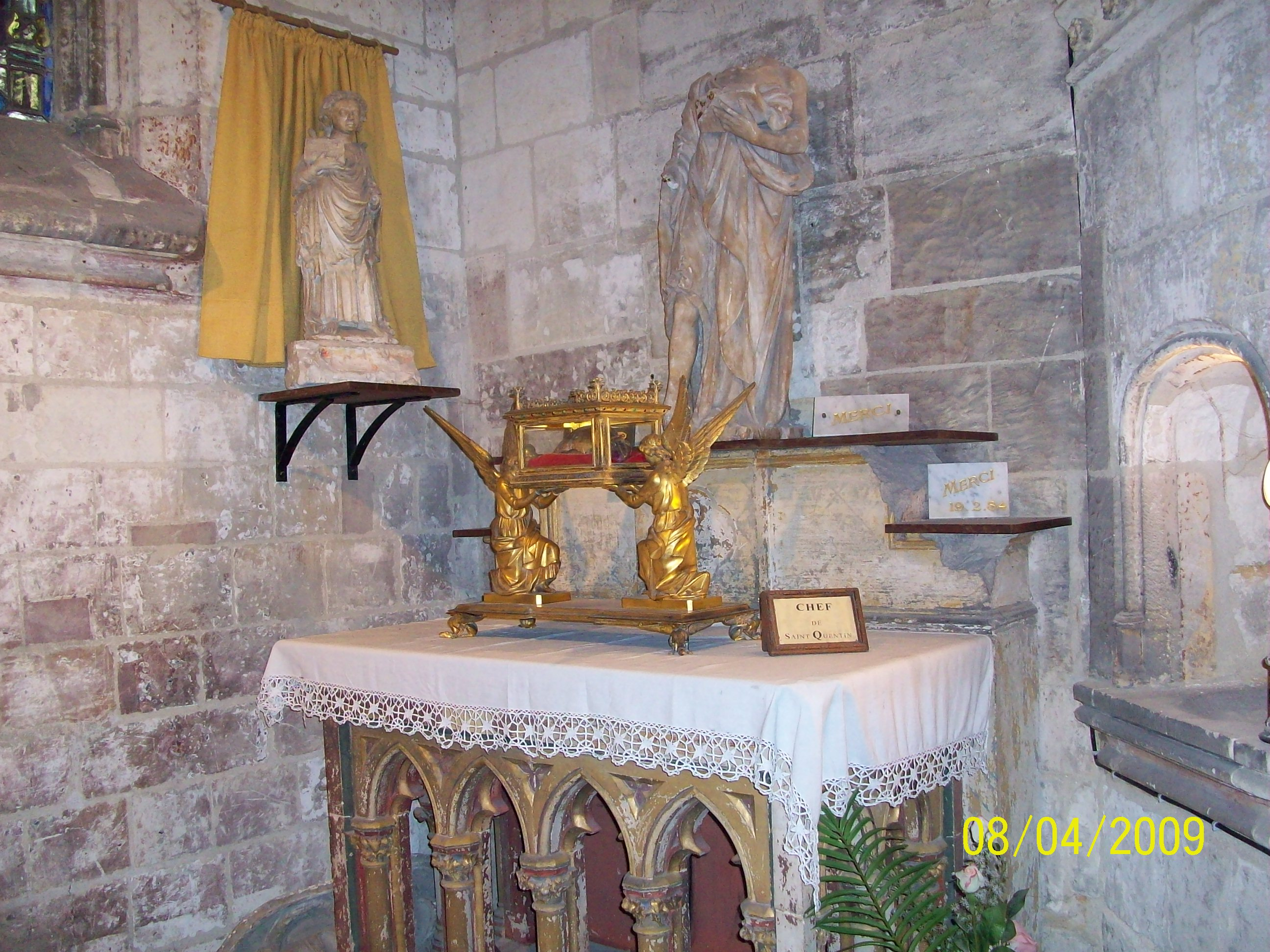
Реликварий с черепом святого Квинтина (базилика Сен-Кантен)

Квинтин (лат. Quintinus; ум. ок. 287) — мученик. День памяти — 31 октября.
Святой Квинтин был римлянином, отправившимся на проповедь в Галлию вместе с Лукианом из Бовэ (Lucian of Beauvais). Они обосновались в Амьене, Пикардия. Их проповедь была столь успешна, что префект Риктовар (Rictiovarus) повелел их схватить и предать мучениям. Затем они были доставлены в город Augusta Veromanduorum (современный Сен-Кантен), где были снова мучимы, а затем обезглавлены.